# コテアニ
コテアニ (coteani) は、コテカナこと小寺可南子とアニモことアネモネ・モーニアンによるツインボーカルユニット。
2017年10月29日発表し、2017年11月26日にタイトーステーション溝の口店アーケード・ライブ・バーMEGARAGEにてデビューライブ開催した。

## 経歴
- 2017年11月26日より活動開始。
- 2018年2月14日に1stシングル「REBORN」でCDデビュー。
- 2018年3月28日にCOSIO氏を音楽プロデューサーに迎えた2ndシングル「Believe/Galaxy Journey」を発売。
- 2019年5月1日にCOSIO氏とのコラボ作品の集大成である1stアルバム「cosicoteani」を発売。

## ディスコグラフィ

### CD
- 『REBORN』(1stシングル 2018年2月14日)
- 『Believe/Galaxy Journey』(2ndシングル 2018年3月28日)
- 『Candy Dream/Game of Life』(3rdシングル 2018年4月29日)
- 『cosicoteani』(1stアルバム 2019年5月1日)

### 楽曲
- 「手と手合わせて」（テトテ×コネクト）

## 出演

### 番組出演
- コテアニのなんか来た!（毎週水曜20時、タイトーステーション溝の口店内アーケード・ライブ・バー MEGARAGE(メガレイジ)よりYouTubeLive公開生配信：2017年10月27日 - 2019年6月5日現在vol.81）

### ライブ
- 2017/11/26 MEGARAGE 『コテアニ デビューライブ「コテアニが来た！」』
- 2018/3/31 ねりま光が丘公園 特設ステージ『かわいい感じジャパン in ねりま光が丘POPカルチャーフェスタ』
- 2018/4/26 浅草橋MANHOLE 『AKINO LEE presents「千客万来 vol.86」』
- 2018/4/28 初台DOORS『初台アリーナライブvol.2』
- 2018/06/17 恵比寿club aim『KOTEBORN2018〜やりたいことためしたいことぜんぶやっちゃうバースデーワンマンライブ!!〜』
- 2018/7/5 OTODAMA SEA STUDIO『OTODAMA SEA STUDIO 2018 supported by POCARI SWEAT 〜夏の香り 2018’〜』
- 2018/7/28 月あかり夢てらす『ピコピコ88 その35 夏のゲスト祭り』
- 2018/9/2 浅草橋MANHOLE 『ONE CHANCE EXTREAM NIGHT 2018 極端に過激な夜』
- 2018/9/23 新宿Marble 『コテアニが新宿に来た！〜アニモ生誕祭〜』
- 2018/10/27 MEGARAGE 『タイトーステーション溝の口店MEGARAGE1周年記念コテアニスペシャルライブ』
- 2018/11/10 秋葉原MOGRA 『Got temporary haven? #GC5th_party』
- 2018/12/1 MEGARAGE 『コテアニデビュー1周年記念スペシャルライブ』
- 2019/4/30 新星堂 池袋サンシャインシティアルタ店 インストアライブ
- 2019/5/1 MEGARAGE 『コテアニのなんか来た！1stアルバム「cosicoteani」リリース記念SP』
- 2019/5/4 新大久保 Unique Laboratory 『VGM Ghetto #69』
- 2019/5/7 タワーレコード川崎店 インストアライブ
- 2019/5/9 HMV＆BOOKS SHIBUYA インストアライブ
- 2019/9/6 川崎セルビアンナイト『川崎アニソンNight☆5』
- 2019/10/27 KASHIMADA防災JoyPark『かしまだハロウィン2019』
- 2019/11/8 Galveston Island Convention Center（アメリカ テキサス州） 『Oni-Con 2019』
- 2019/12/25 MEGARAGE 『コテアニのなんか来た！コテアニクリスマスライブ』
- 2021/11/6 弁天公園「南浦和絶品グルメ☆祭り」『ZEPPIN☆FES』VTuberコテアニ
- 2021/12/25 MEGARAGE 『コテアニ＆メガレイジ溝の口 4周年ライブ VTuberコテアニスペシャルコラボステージ』